# Uuno Alanko
Uuno Isak Alanko (till 1925 Alanco), född 12 oktober 1878 i Mäntsälä, död 24 augusti 1964 i Helsingfors, var en finländsk målare, ingenjör och arkitekt. 
Alanko bedrev konststudier vid Helsingfors universitet 1902–1905 och senare bland annat 1912–1913 som Henri Le Fauconniers elev vid La Palette-akademin i Paris. Han ägnade sig från 1910 helt åt måleriet. Han målade bland annat landskap och figurbilder i en personlig, till formuppfattningen väl avvägd stil, som inspirerats främst av Camille Corot, Paul Cézanne och kubismen, sådan den gestaltats av till exempel André Lhote. Alankos utställning 1913 av bland annat sina verk i kubistisk stil var ett tecken på att en epokgörande trend hade nått även Finland. Senare fick hans måleri en ljusare och mera dekorativ prägel. Alanko anslöt sig 1919 till Septemgruppen, men närmade sig även Novembergruppen.

## Utmärkelser
- Riddartecknet av Finlands Vita Ros’ orden[4]

[Redigera Wikidata]